# Diepe Gronden
Diepe Gronden is een Nederlandse vierdelige miniserie uit 2022. De misdaadserie is geschreven door Lex Passchier en geregisseerd door Will Koopman.

## Plot
Anna van Kessel is een gedragsdeskundige die werkt bij de Nationale Politie. Wanneer het lichaam van een 17-jarig meisje in natuurgebied de Weerribben wordt aangetroffen start het lokale rechercheteam onder leiding van Timon de Zwart een onderzoek. Michel van Ginkel, de boswachter van het natuurgebied, is de laatste die haar levend heeft gezien. Wanneer Anna een verband ontdekt met een verdwenen meisje in een zaak van drie jaar eerder, raakt het onderzoek in een stroomversnelling. Verschillende aanwijzingen leiden naar een zeilschool, waar beide meisjes zijn geweest. De zaak neemt een duistere wending als er opnieuw een meisje wordt vermist. Anna realiseert zich dat ze nu snel moet handelen om de dader te vinden.

## Rolverdeling
- Linda de Mol als Anna van Kessel
- Egbert-Jan Weeber als Timon de Zwart
- Chris Zegers als Michel van Ginkel
- Susan Visser als Kaat de Moor
- Peter Blok als Jonathan
- Kasper van Kooten als Jan-Wilem Oostveen
- Abbas Fasaei als Didier Blanchot
- Ilias Addab als Basir
- Ricky Koole als Vera van Kessel
- Hannah Hoekstra als Maxine
- Urmie Plein als Rifka Vonk
- Carolien Karthaus als Cynthia Hilverda